# Корнуол (полуостров)
Ко̀рнуол (на английски: Cornwall) е полуостров в крайната югозападна част на остров Великобритания, част от територията на Англия. На север бреговете му се мият от водите на Бристолския залив, а на юг – от водите на протока Ла Манш. Дължина около 120 km, ширина до 72 km (на изток). Бреговете му са предимно скалисти, сравнително ниски, силно разчленени от плитки заливи, често имащи риасов характер. Изграден е основно от пясъчници и шисти и в по-малка степен от гранити. Преобладаващият релеф е платовидния – платата Дартмур Форест (връх Хай Уилхейс 621 m), Ексмур (520 m) и др. и хълмисто-равнинния. Има почти изчерпани находища на калай и мед. Климатът е умерен, океански, с топла зима. Годишна сума на валежите над 1000 mm. Развита е гъста речна мража от къси, но пълноводни реки (Екс, Торидж, Теймар, Дарг, Фал и др.). Отделни участъци са заети от малки гори, съставени от дъб и бук, а повсеместно са развити мочурища и торфища. Основен поминък на населението са животновъдството, производството на цветя и на ранни плодове и зеленчуци. Най-голям град е Плимут.